# Singapurische Badmintonmeisterschaft 2012/13
Die Singapurische Badmintonmeisterschaft 2012/13 fand vom 14. bis zum 17. März 2013 statt.

## Medaillengewinner
| Disziplin    | Gold                          | Silber                           | Bronze                                 |
| ------------ | ----------------------------- | -------------------------------- | -------------------------------------- |
| Herreneinzel | Huang Chao                    | Ronald Susilo                    | Lee Sean                               |
| Herreneinzel | Huang Chao                    | Ronald Susilo                    | Ngo Yi Chye                            |
| Dameneinzel  | Xing Aiying                   | Liang Xiaoyu                     | Gu Juan                                |
| Dameneinzel  | Xing Aiying                   | Liang Xiaoyu                     | Yeo Jia Min                            |
| Herrendoppel | Liu Yi Terry Yeo Zhao Jiang   | Sean Lee Kwan Ting Gerald Ong    | Hendri Kurniawan Saputra Hendra Wijaya |
| Herrendoppel | Liu Yi Terry Yeo Zhao Jiang   | Sean Lee Kwan Ting Gerald Ong    | Huang Chao Ngo Yi Chye                 |
| Damendoppel  | Fu Mingtian Shinta Mulia Sari | Tan Wei Han Thng Ting Ting       | Joy Lim Mok Jing Qiong                 |
| Mixed        | Liu Yi Fu Mingtian            | Hendri Kurniawan Saputra Yao Lei | Terry Yeo Zhao Jiang Thng Ting Ting    |
| Mixed        | Liu Yi Fu Mingtian            | Hendri Kurniawan Saputra Yao Lei | Terry Hee Tan Wei Han                  |